# 2007年ノルディックスキー世界選手権札幌大会
2007年ノルディックスキー世界選手権札幌大会は、2007年（平成19年）2月22日から3月4日までの11日間、札幌市で開催されたノルディックスキーの世界選手権。札幌での開催は17大会ぶり2回目。冬季オリンピックとの併催を除くと、アジアでは初めての大会となった。クロスカントリースキー、スキージャンプ、ノルディック複合の3競技18種目が行われた。広報大使を原田雅彦がつとめた。
史上初、屋内でのクロスカントリー競技開催で注目されている大会でもあった。なお、一部報道で「野球場で初のスキー大会」などの表記が見られるが、1938年、1939年に後楽園球場や阪神甲子園球場に特設ジャンプ台を設置してスキージャンプ大会が開かれたことがあり（全日本選抜スキー・ジャンプ大会）、後楽園球場では1950年にも開催されている。

## ハイライト
- 最も活躍した選手の一人がビルピ・クイトゥネン（フィンランド）である。女子クロスカントリースキーで3つの金メダル（チームスプリント、30km、4x5kmリレー）と1つの銅メダル（個人スプリント）を獲得した。
- 20歳のアストリド・ヤコブセン（ノルウェー）は女子クロスカントリースキーで3つのメダルを獲得。個人スプリントで金メダル。チームスプリントと4x5kmリレーで銅メダル。
- ラーシュ・ベルゲル（ノルウェー）は同一年にバイアスロン世界選手権とノルディックスキー世界選手権の両方でメダルを獲得した史上最初の選手となった。クロスカントリースキーでは15kmと4x10kmリレーで金メダルを獲得、バイアスロン（イタリア、ラーセン・アントホルツ）では4x7.5kmリレーで銀メダルを獲得した。
- 札幌ドームにて屋内でのスキー競技が実施された。クロスカントリースキーのスプリント種目とノルディック複合スプリント種目の後半距離である。
- ロニー・アッカーマン（ドイツ）はノルディック複合個人で史上初の3連覇を達成した。
- ハンヌ・マンニネンとピルヨ・マンニネン（現姓：ムラネン）（フィンランド）の兄妹は共に金メダルを獲得、史上初の兄妹アベック優勝を記録した。兄ハンヌはノルディック複合個人スプリントと団体の2冠、妹ピルヨはクロスカントリースキー女子リレーで優勝した。
- レアニード・カルネイエンカはベラルーシに世界選手権で初のメダルをもたらした。クロスカントリースキー男子15kmで銀メダルを獲得した。
- ペトラ・マジッチ（スロベニア）は世界選手権で自身初のメダルを獲得すると共に、スロベニアの女子選手、またスロベニアのクロスカントリースキーにおいて初めてのメダルをもたらした。
- シモン・アマン（スイス）はスキージャンプ個人で2つのメダルを獲得（ラージヒル金、ノーマルヒル銀）、また団体戦では最長不倒を記録した。
- アダム・マリシュ（ポーランド）はスキージャンプ個人ノーマルヒルで世界選手権通算4つ目の金メダルを獲得、最近4大会中3大会で金メダルを獲得している。
- 観客動員は当初予測の半分以下、およそ9万人に留まった。これは前回大会（ドイツ・オーベルストドルフ）の3分の1であり、事前の告知がほとんどなかったことによる影響と、競技ファン以外の大会への関心の低さが露呈する結果となった。また、大倉山ジャンプ競技場、宮の森ジャンプ競技場とも改修などで観客収容数が大幅に減ったことも影響した。

## 会場
- スキージャンプ競技
  - 大倉山ジャンプ競技場（2月23日～25日）
  - 宮の森ジャンプ競技場（3月2日、3日）
- クロスカントリースキー競技
  - 白旗山競技場（2月24日～3月4日）
  - 札幌ドーム（2月22日、23日）
- 表彰式（メダルセレモニー）
  - JR札幌駅南口広場（2月26日、28日、3月2日）
  - 各競技会場

## 競技日程
- クロスカントリースキー
  - 2月22日16:30～17:30 女子・男子スプリント（クラシカル走法）予選 - 札幌ドーム
  - 2月22日19:30～21:00 女子・男子スプリント（クラシカル走法）決勝 - 札幌ドーム
  - 2月23日16:00～18:00 女子・男子チームスプリント（フリー走法）準決勝・決勝 - 札幌ドーム
  - 2月24日14:00～15:30 男子パシュート（15kmクラシカル+15kmフリー） - 白旗山競技場
  - 2月25日14:00～15:00 女子パシュート（7.5kmクラシカル+7.5kmフリー） - 白旗山競技場
  - 2月27日15:00～16:00 女子10km（フリー走法） - 白旗山競技場
  - 2月28日14:30～16:00 男子15km（フリー走法） - 白旗山競技場
  - 3月1日15:00～16:00 女子リレー 4×5km（10kmクラシカル→10kmフリー） - 白旗山競技場
  - 3月2日14:30～16:00 男子リレー 4×10km（20kmクラシカル→20kmフリー） - 白旗山競技場
  - 3月3日13:30～15:00 女子30km（クラシカル走法）マススタート - 白旗山競技場
  - 3月4日13:30～16:00 男子50km（クラシカル走法）マススタート - 白旗山競技場

- スキージャンプ
  - 2月23日18:00～19:00 予選 ヒルサイズ134 - 大倉山ジャンプ競技場
  - 2月24日18:00～20:00 個人戦 ヒルサイズ134 - 大倉山ジャンプ競技場
  - 2月25日18:00～20:00 団体戦 ヒルサイズ134 - 大倉山ジャンプ競技場
  - 3月2日19:30～20:30 予選 ヒルサイズ100 - 宮の森ジャンプ競技場
  - 3月3日18:00～20:00 個人戦 ヒルサイズ100 - 宮の森ジャンプ競技場

- ノルディック複合
  - 2月23日15:00～16:00 スプリント ヒルサイズ134 - 大倉山ジャンプ競技場
  - 2月23日19:00～20:00 スプリント 7.5km（フリー走法） - 札幌ドーム
  - 2月25日10:30～12:30 団体戦 ヒルサイズ134 - 大倉山ジャンプ競技場
  - 2月25日15:30～16:30 団体戦 4×5km（フリー走法） - 白旗山競技場
  - 3月3日9:30～12:30 個人グンダーセン ヒルサイズ100 - 宮の森ジャンプ競技場
  - 3月3日15:30～16:30 個人グンダーセン 15km（フリー走法） - 白旗山競技場

- セレモニー
  - 2月22日18:00～19:00 開会式 - 札幌ドーム
  - 2月22日21:15～ 表彰式 クロスカントリー女子・男子スプリント（クラシカル走法） - 札幌ドーム
  - 2月23日18:30～ 表彰式 クロスカントリー女子・男子チームスプリント（フリー走法） - 札幌ドーム
  - 2月23日20:00～ 表彰式 ノルディックコンバインド スプリント - 札幌ドーム
  - 2月24日15:45～ 表彰式 クロスカントリー男子パシュート（15kmクラシカル+15kmフリー） - 白旗山競技場
  - 2月24日20:30～ 表彰式 スキージャンプ個人戦 ヒルサイズ134 - 大倉山ジャンプ競技場
  - 2月26日17:00～ 表彰式 クロスカントリー女子パシュート（7.5kmクラシカル+7.5kmフリー）、ノルディックコンバインド団体戦、スキージャンプ団体戦 ヒルサイズ134 - JR札幌駅南口広場
  - 2月28日19:00～ 表彰式 クロスカントリー女子10km、男子15km（フリー走法） - JR札幌駅南口広場
  - 3月2日19:00～ 表彰式 クロスカントリー女子リレー4×5km、男子リレー4×10km - JR札幌駅南口広場
  - 3月3日16:30～ 表彰式 クロスカントリー女子30km（クラシカル走法）マススタート、ノルディックコンバインド個人グンダーセン - 白旗山競技場
  - 3月3日20:00～ 表彰式 スキージャンプ個人戦 ヒルサイズ100 - 宮の森ジャンプ競技場
  - 3月4日16:00～ 表彰式 クロスカントリー男子50km（クラシカル走法）マススタート - 白旗山競技場
  - 3月4日16:30～17:15 閉会式 - 白旗山競技場

北欧の放送時間との調整により、競技時間が夕刻のものが多い。

## 参加国
49ヶ国、3レターコードアルファベット順。（）内は選手数
- AND アンドラ公国 (1)
- ARM アルメニア共和国 (5)
- AUS オーストラリア (8)
- AUT オーストリア共和国 (22)
- BLR ベラルーシ共和国 (12)
- BEL ベルギー王国 (1)
- BRA ブラジル連邦共和国 (3)
- BUL ブルガリア共和国 (2)
- CAN カナダ (18)
- CHN 中華人民共和国 (11)
- CRO クロアチア共和国 (2)
- CZE チェコ共和国 (8)
- DEN デンマーク王国 (1)
- EST エストニア共和国 (13)
- ETH エチオピア連邦民主共和国 (1)
- FIN フィンランド共和国 (29)
- FRA フランス共和国 (19)
- GBR グレートブリテンおよび北部アイルランド連合王国 (1)
- GER ドイツ連邦共和国 (31)
- GRE ギリシャ共和国 (5)
- HUN ハンガリー共和国 (5)
- IRE アイルランド (1)
- ISR イスラエル国 (2)
- ITA イタリア共和国 (19)
- JPN 日本国 (24)
- KAZ カザフスタン共和国 (28)
- KEN ケニア共和国 (1)
- KOR 大韓民国 (6)
- KGZ キルギス共和国 (2)
- LAT ラトビア共和国 (3)
- LIE リヒテンシュタイン公国 (1)
- LTU リトアニア共和国 (1)
- LUX ルクセンブルク大公国 (1)
- MKD マケドニア共和国 (4)
- NOR ノルウェー王国 (33)
- NZE ニュージーランド (3)
- POL ポーランド共和国 (8)
- POR ポルトガル共和国 (1)
- ROU ルーマニア (2)
- RSA 南アフリカ共和国 (1)
- RUS ロシア連邦 (32)
- SLO スロベニア共和国 (15)
- SPA スペイン (2)
- SUI スイス連邦 (22)
- SVK スロバキア共和国 (8)
- SWE スウェーデン王国 (18)
- TUR トルコ共和国 (3)
- UKR ウクライナ (14)
- USA アメリカ合衆国 (19)

## 競技結果
日本代表選手の記録は全日本スキー連盟による。

### クロスカントリースキー

#### 男子個人スプリント（1.4kmクラシカル走法）
- FIS公式記録(PDF)

2007年2月22日　札幌ドーム
| 順位 | 国・地域       | 氏名                           | 記録 |
| ---- | -------------- | ------------------------------ | ---- |
| 金   | ノルウェー     | イエンス・アルネ・スバルテダル |      |
| 銀   | スウェーデン   | マッツ・ラーション             |      |
| 銅   | ノルウェー     | エルダー・ルンニン             |      |
| 4    | スウェーデン   | ビョルン・リンド               |      |
| 5    | アメリカ合衆国 | アンドリュー・ネウェル         |      |
| 6    | スウェーデン   | エミル・ヤンソン               |      |
| --   | ---            | ---                            | ---  |
| 26   | 日本           | 恩田祐一                       |      |
| 33   | 日本           | 山岸修                         |      |

#### 男子チームスプリント（1.4kmx6フリー走法）
- FIS公式記録(PDF)

2007年2月23日　札幌ドーム
| 順位 | 国・地域   | 氏名                                            | 記録                  |
| ---- | ---------- | ----------------------------------------------- | --------------------- |
| 金   | イタリア   | レナト・パジーニ クリスチャン・ゾルジ           | 17分50秒6             |
| 銀   | ロシア     | ニコライ・モリロフ ヴァシーリー・ロチェフ       | 17分50秒6             |
| 銅   | チェコ     | ミラン・スペル ドゥシャン・コジシェク           | 17分51秒3             |
| 4    | ドイツ     | トビアス・アンゲラー アクセル・タイヒマン       | 17分51秒4             |
| 5    | ポーランド | Maciej Kreczmer Janusz Krężelok                 | 17分51秒5             |
| 6    | カナダ     | デボン・ケーショー ドリュー・ゴールドサック     | 17分54秒9             |
| 7    | ノルウェー | トール＝アルネ・ヘトラン ペッテル・ノールトゥグ | 17分54秒9             |
| 8    | エストニア | ピーター・クッメル プリット・ナルスク           | 18分45秒7             |
| --   | ---        | ---                                             | ---                   |
| 10   | 日本       | 恩田祐一 山岸修                                 | 18分37秒5(準決勝敗退) |

#### 男子30kmパシュート（15kmクラシカル+15kmフリー）
2007年2月24日　白旗山競技場
- FIS公式記録(PDF)

| 順位 | 国・地域     | 氏名                         | 記録           |
| ---- | ------------ | ---------------------------- | -------------- |
| 金   | ドイツ       | アクセル・タイヒマン         | 1時間11分35秒8 |
| 銀   | ドイツ       | トビアス・アンゲラー         | 1時間11分36秒3 |
| 銅   | イタリア     | ピエトロ・ピレル・コットレル | 1時間11分36秒7 |
| 4    | ドイツ       | イェンス・フィルブリッヒ     | 1時間11分39秒0 |
| 5    | ノルウェー   | ペッテル・ノールトゥグ       | 1時間11分44秒0 |
| 6    | ロシア       | アレグザンダー・レグコウ     | 1時間11分45秒3 |
| 7    | チェコ       | ルカシュ・バウアー           | 1時間11分51秒3 |
| 8    | スウェーデン | アンデシュ・セデルグレン     | 1時間11分51秒6 |
| 9    | スイス       | トニ・リバース               | 1時間11分51秒7 |
| 10   | フランス     | ヴァンサン・ヴィトズ         | 1時間11分52秒4 |
| --   | ---          | ---                          | ---            |
| 36   | 日本         | 山岸修                       | 1時間15分18秒7 |
| 41   | 日本         | 駒村俊介                     | 1時間16分29秒6 |
| 43   | 日本         | 神津正昭                     | 1時間16分38秒3 |
| 46   | 日本         | 蛯沢克仁                     | 1時間17分06秒1 |

#### 男子15km（フリー走法）
2007年2月28日　白旗山競技場
- FIS公式記録(PDF)

| 順位 | 国・地域     | 氏名                         | 記録      |
| ---- | ------------ | ---------------------------- | --------- |
| 金   | ノルウェー   | ラーシュ・ベルゲル           | 35分50秒0 |
| 銀   | ベラルーシ   | レアニード・カルネイエンカ   | 36分25秒8 |
| 銅   | ドイツ       | トビアス・アンゲラー         | 36分42秒4 |
| 4    | ドイツ       | アクセル・タイヒマン         | 37分04秒6 |
| 5    | ロシア       | アレグザンダー・レグコウ     | 37分06秒4 |
| 6    | ドイツ       | フランツ・ゴーリン           | 37分07秒9 |
| 7    | ノルウェー   | ヨハン・オルソン             | 37分09秒3 |
| 8    | スウェーデン | マルクス・ヘルナー           | 37分13秒0 |
| 9    | イタリア     | ピエトロ・ピレル・コットレル | 37分14秒3 |
| 10   | スウェーデン | アンデシュ・セデルグレン     | 37分19秒0 |
| --   | ---          | ---                          | ---       |
| 39   | 日本         | 神津正昭                     | 38分42秒9 |
| 40   | 日本         | 大山勝広                     | 38分43秒5 |
| 52   | 日本         | 成瀬野生                     | 39分11秒6 |

※4番目にゴールしたヨハネス・エダー（ オーストリア）はドーピング違反で記録抹消

#### 男子4x10kmリレー
2007年3月2日　白旗山競技場
- FIS公式記録(PDF)

| 順位 | 国・地域     | 氏名                                                                                              | 記録           |
| ---- | ------------ | ------------------------------------------------------------------------------------------------- | -------------- |
| 金   | ノルウェー   | エルダー・ルンニン オッド＝ビョルン・イエルメセト ラーシュ・ベルゲル ペッテル・ノールトゥグ       | 1時間30分49秒2 |
| 銀   | ロシア       | ニコライ・パンクラトフ ヴァシーリー・ロチェフ アレクサンドル・レグコフ エフゲニー・デメンティエフ | 1時間30分52秒4 |
| 銅   | スウェーデン | マルティン・ラーション マティアス・フレドリクソン マルクス・ヘルナー アンデシュ・セデルグレン     | 1時間30分52秒7 |
| 4    | ドイツ       | イェンス・フィルブリッヒ フランツ・ゲーリング トビアス・アンゲラー アクセル・タイヒマン           | 1時間31分39秒7 |
| 5    | フランス     | ヤン＝マリック・ジェラール ヴァンサン・ヴィトズ Emmanuel Jonnier Alexandre Rousselet              | 1時間32分15秒0 |
| 6    | フィンランド | ビレ・ノウシアイネン サミ・ヤウホヤルビ ユハ・ラルッカ テーム・カッティラオスキ                   | 1時間32分55秒5 |
| 7    | カザフスタン | アンドレイ・ゴロフコ アレクセイ・ポルタラニン マキシム・オドノフォセフ ニコライ・チェボトコ       | 1時間32分56秒4 |
| 8    | チェコ       | マルチン・コウカル ルカシュ・バウアー イリ・マゲル ミラン・スペル                                 | 1時間32分56秒8 |
| 9    | イタリア     | ローランド・クラーラ ジョルジョ・ディ・チェンタ ピエトロ・ピレル・コットレル クリスチャン・ゾルジ | 1時間34分09秒3 |
| 10   | スイス       | レト・バーゲルマイスター トニ・リバース カルディン・ペール ゴイン＝アンドレア・ブンディ           | 1時間34分09秒6 |
| --   | ---          | ---                                                                                               | ---            |
| 14   | 日本         | 蛯沢克仁 駒村俊介 山岸修 神津正昭                                                                 | 1時間36分39秒6 |

#### 男子50km（クラシカル走法）
2007年3月4日　白旗山競技場
- FIS公式記録(PDF)

| 順位 | 国・地域     | 氏名                           | 記録           |
| ---- | ------------ | ------------------------------ | -------------- |
| 金   | ノルウェー   | オッド＝ビョルン・イエルメセト | 2時間20分12秒6 |
| 銀   | ノルウェー   | フローデ・エスティル           | 2時間20分13秒0 |
| 銅   | ドイツ       | イェンス・フィルブリッヒ       | 2時間20分17秒1 |
| 4    | ドイツ       | トビアス・アンゲラー           | 2時間20分23秒1 |
| 5    | チェコ       | ルカシュ・バウアー             | 2時間20分25秒7 |
| 6    | スロバキア   | マルチン・バイチァック         | 2時間20分53秒6 |
| 7    | フランス     | ヤン＝マリック・ジェラール     | 2時間21分36秒6 |
| 8    | エストニア   | ヤーク・マエ                   | 2時間21分46秒2 |
| 9    | ロシア       | ニコライ・パンクラトフ         | 2時間21分50秒6 |
| 10   | フィンランド | ビレ・ノウシアイネン           | 2時間22分27秒5 |
| --   | ---          | ---                            | ---            |
| 20   | 日本         | 駒村俊介                       | 2時間25分47秒5 |
| 24   | 日本         | 蛯沢克仁                       | 2時間26分50秒0 |
| 43   | 日本         | 神津正昭                       | 2時間37分36秒4 |

#### 女子個人スプリント（1.2kmクラシカル走法）
- FIS公式記録(PDF)

2007年2月22日　札幌ドーム
| 順位 | 国・地域     | 氏名                   | 記録 |
| ---- | ------------ | ---------------------- | ---- |
| 金   | ノルウェー   | アストリド・ヤコブセン |      |
| 銀   | スロベニア   | ペトラ・マジッチ       |      |
| 銅   | フィンランド | ビルピ・クイトゥネン   |      |
| 4    | スウェーデン | アンナ・ダールベリ     |      |
| 5    | 日本         | 夏見円                 |      |
| 6    | スウェーデン | リナ・アンデション     |      |
| --   | ---          | ---                    | ---  |
| 20   | 日本         | 福田修子               |      |

#### 女子チームスプリント（1.4kmx6フリー走法）
- FIS公式記録(PDF)

2007年2月23日　札幌ドーム
| 順位 | 国・地域     | 氏名                                                          | 記録                    |
| ---- | ------------ | ------------------------------------------------------------- | ----------------------- |
| 金   | フィンランド | リータ＝リーサ・ロポネン ビルピ・クイトゥネン                 | 16分20秒9               |
| 銀   | ドイツ       | エヴィ・ザッヘンバッハー＝シュテーレ クラウディア・ニスタット | 16分21秒6               |
| 銅   | ノルウェー   | アストリド・ヤコブセン マリット・ビョルゲン                   | 16分24秒0               |
| 4    | スウェーデン | ブリッタ・ノルグレン リナ・アンデション                       | 16分40秒5               |
| 5    | カザフスタン | オグザナ・ヤツカヤ エレーナ・コロミナ                         | 16分42秒8               |
| 6    | ベラルーシ   | ビクトリア・ロパティナ オルガ・ワシリヨノク                   | 16分44秒0               |
| 7    | スロバキア   | アレーナ・プロチャザコワ カタリナ・ガラヨワ                   | 16分45秒5               |
| 8    | イタリア     | サビーナ・バルブーザ アリアンナ・フォリス                     | 16分53秒6               |
| 9    | スロベニア   | ベスナ・ファブヤン ペトラ・マジッチ                           | 17分24秒5               |
| 10   | 中国         | MAN Dandan YUXIA Hou                                          | 17分28秒1               |
| --   | ---          | ---                                                           | ---                     |
| 13   | 日本         | 福田修子 夏見円                                               | 17分38秒7（準決勝敗退） |

#### 女子15kmパシュート（7.5kmクラシカル+7.5kmフリー）
2007年2月25日　白旗山競技場
- FIS公式記録(PDF)

| 順位 | 国・地域     | 氏名                                 | 記録      |
| ---- | ------------ | ------------------------------------ | --------- |
| 金   | ロシア       | オルガ・ザビアロワ                   | 41分27秒5 |
| 銀   | チェコ       | カテジナ・ノイマノワ                 | 41分28秒0 |
| 銅   | ノルウェー   | クリスティン・ストルメル・スタイラ   | 41分29秒6 |
| 4    | ドイツ       | エヴィ・ザッヘンバッハー＝シュテーレ | 41分32秒1 |
| 5    | フィンランド | リータ＝リーサ・ロポネン             | 41分51秒5 |
| 6    | フィンランド | アイノ＝カイサ・サーリネン           | 41分52秒4 |
| 7    | スウェーデン | ハロッテ・カッラ                     | 41分52秒6 |
| 8    | イタリア     | マリアンナ・ロンガ                   | 41分53秒2 |
| 9    | ポーランド   | ユスチナ・コヴァルチック             | 41分59秒5 |
| 10   | エストニア   | クリスチナ・シュミグン               | 42分07秒0 |
| --   | ---          | ---                                  | ---       |
| 23   | 日本         | 横山寿美子                           | 43分26秒2 |
| 26   | 日本         | 石田正子                             | 43分32秒9 |
| 38   | 日本         | 曾根田千鶴                           | 45分02秒1 |

#### 女子10km（フリー走法）
2007年2月27日　白旗山競技場
- FIS公式記録(PDF)

| 順位 | 国・地域     | 氏名                                 | 記録      |
| ---- | ------------ | ------------------------------------ | --------- |
| 金   | チェコ       | カテジナ・ノイマノワ                 | 23分58秒4 |
| 銀   | ロシア       | オルガ・ザビアロワ                   | 24分24秒9 |
| 銅   | イタリア     | アリアンナ・フォリス                 | 24分28秒6 |
| 4    | ノルウェー   | クリスティン・ストルメル・スタイラ   | 24分33秒9 |
| 5    | スウェーデン | ハロッテ・カッラ                     | 24分41秒9 |
| 6    | ドイツ       | エヴィ・ザッヘンバッハー＝シュテーレ | 24分44秒4 |
| 7    | フィンランド | リータ＝リーサ・ロポネン             | 24分48秒4 |
| 8    | ウクライナ   | ワレンチナ・シェフチェンコ           | 24分51秒7 |
| 9    | エストニア   | クリスチナ・シュミグン               | 24分56秒3 |
| 10   | ロシア       | ナタリア・コロステロワ               | 24分57秒2 |
| --   | ---          | ---                                  | ---       |
| 48   | 日本         | 曾根田千鶴                           | 26分53秒1 |

#### 女子4x5kmリレー
2007年3月1日　白旗山競技場
- FIS公式記録(PDF)

| 順位 | 国・地域     | 氏名 | 記録      |
| ---- | ------------ | --- | --------- |
| 金   | フィンランド | ビルピ・クイトゥネン アイノ＝カイサ・サーリネン リータ＝リーサ・ロポネン ピルヨ・マンニネン               | 54分18秒6 |
| 銀   | ドイツ       | シュテファニー・ベーラー ヴィオラ・バウアー クラウディア・ニスタット エヴィ・ザッヘンバッハー＝シュテーレ | 54分30秒5 |
| 銅   | ノルウェー   | ヴィベケ・スコフテルート マリット・ビョルゲン クリスティン・ストルメル・スタイラ アストリド・ヤコブセン   | 54分34秒3 |
| 4    | スウェーデン | アンナ・ダールベリ リナ・アンデション ハロッテ・カッラ ブリッタ・ノルグレン                               | 54分50秒3 |
| 5    | チェコ       | ヘレナ・バラトコワ・エルベノワ カミラ・ラドロワ イワナ・ヤネチトワ カテジナ・ノイマノワ                   | 55分02秒9 |
| 6    | イタリア     | マグダ・ジェヌイン マリアンナ・ロンガ サビーナ・バルブーザ アリアンナ・フォリス                           | 55分14秒7 |
| 7    | ロシア       | アレナ・シドコ オルガ・ザビアロワ エフゲニア・メドベデワ ナタリア・コロステロワ                           | 55分39秒2 |
| 8    | 日本         | 夏見円 石田正子 横山寿美子 福田修子                                                                       | 56分21秒8 |
| 9    | スイス       | セライナ・ミッショール ローレンス・ローシャ セライナ・ボーネル シルバナ・ブーシェル                       | 56分39秒4 |
| 10   | 中国         | MAN Dandan HONGXUE Li LIU Yuanyuan YUXIA Hou                                                              | 56分48秒2 |

#### 女子30km（クラシカル走法）
2007年3月3日　白旗山競技場
- FIS公式記録(PDF)

| 順位 | 国・地域     | 氏名                                 | 記録           |
| ---- | ------------ | ------------------------------------ | -------------- |
| 金   | フィンランド | ビルピ・クイトゥネン                 | 1時間29分47秒1 |
| 銀   | ノルウェー   | クリスティン・ストルメル・スタイラ   | 1時間29分54秒0 |
| 銅   | ノルウェー   | テレーセ・ヨーハウグ                 | 1時間31分09秒9 |
| 4    | フィンランド | アイノ＝カイサ・サーリネン           | 1時間31分30秒1 |
| 5    | スロベニア   | ペトラ・マジッチ                     | 1時間32分04秒5 |
| 6    | エストニア   | クリスチナ・シュミグン               | 1時間32分19秒4 |
| 7    | ウクライナ   | ラダ・ネステレンコ                   | 1時間32分37秒9 |
| 8    | ロシア       | オルガ・ザビアロワ                   | 1時間32分54秒1 |
| 9    | ノルウェー   | マリット・ビョルゲン                 | 1時間33分15秒0 |
| 10   | ドイツ       | エヴィ・ザッヘンバッハー＝シュテーレ | 1時間33分31秒5 |
| --   | ---          | ---                                  | ---            |
| 13   | 日本         | 石田正子                             | 1時間35分28秒2 |
| 20   | 日本         | 横山寿美子                           | 1時間37分13秒8 |
| 24   | 日本         | 曾根田千鶴                           | 1時間37分32秒6 |

### ノルディック複合

#### スプリント （ラージヒル HS134/7.5km）
2007年2月23日　大倉山ジャンプ競技場/札幌ドーム
- FIS公式記録(PDF)

| 順位 | 国・地域     | 氏名                         | 記録                      |
| ---- | ------------ | ---------------------------- | ------------------------- |
| 金   | フィンランド | ハンヌ・マンニネン           | 17分40秒2（JP9位 CC1位）  |
| 銀   | ノルウェー   | マグヌス・モーアン           | 17分40秒5（JP8位 CC2位）  |
| 銅   | ドイツ       | ビョルン・キルヒアイゼン     | 18分09秒7（JP1位 CC24位） |
| 4    | フィンランド | アンシ・コイブランタ         | 18分15秒4（JP2位 CC18位） |
| 5    | オーストリア | フェリックス・ゴットヴァルト | 18分32秒3（JP10位 CC7位） |
| 6    | ノルウェー   | ペッテル・タンデ             | 18分38秒1（JP5位 CC14位） |
| 7    | フランス     | ジャゾン・ラミー＝シャプイ   | 18分38秒4（JP5位 CC15位） |
| 8    | ドイツ       | ロニー・アッカーマン         | 18分39秒8（JP5位 CC16位） |
| 9    | オーストリア | ダビット・クライナー         | 18分58秒1（JP4位 CC30位） |
| 10   | フランス     | マキシム・ラウール           | 18分58秒7（JP3位 CC35位） |
| --   | ---          | ---                          | ---                       |
| 13   | 日本         | 小林範仁                     | 20分32秒7                 |
| 24   | 日本         | 渡部暁斗                     | 21分25秒6                 |
| 20   | 日本         | 加藤大平                     | 21分44秒4                 |
| DNS  | 日本         | 高橋大斗                     |                           |

※高橋大斗はジャンプで転倒、骨折し、クロスカントリーを棄権した。

#### 個人 （ノーマルヒル HS100/15km）
2007年3月3日　宮の森ジャンプ競技場/白旗山競技場
- FIS公式記録(PDF)

| 順位 | 国・地域       | 氏名                         | 記録                      |
| ---- | -------------- | ---------------------------- | ------------------------- |
| 金   | ドイツ         | ロニー・アッカーマン         | 38分35秒6（JP5位 CC8位）  |
| 銀   | アメリカ合衆国 | ビル・デモン                 | 38分44秒1（JP8位 CC2位）  |
| 銅   | フィンランド   | アンシ・コイブランタ         | 38分44秒3（JP2位 CC13位） |
| 4    | オーストリア   | クリストフ・ビーラー         | 39分34秒9（JP3位 CC18位） |
| 5    | オーストリア   | フェリックス・ゴットヴァルト | 39分42秒8（JP17位 CC3位） |
| 6    | フィンランド   | ハンヌ・マンニネン           | 39分51秒6（JP24位 CC1位） |
| 7    | ドイツ         | ビョルン・キルヒアイゼン     | 39分52秒3（JP11位 CC9位） |
| 8    | ノルウェー     | エスペン・リアン             | 40分14秒2（JP4位 CC27位） |
| 9    | ドイツ         | ゼバスティアン・ハーゼナイ   | 40分25秒6（JP21位 CC4位） |
| 10   | ノルウェー     | マグヌス・モーアン           | 40分34秒3（JP18位 CC6位） |
| --   | ---            | ---                          | ---                       |
| 26   | 日本           | 小林範仁                     | 43分03秒7                 |
| 27   | 日本           | 加藤大平                     | 43分04秒0                 |
| 35   | 日本           | 渡部暁斗                     | 44分17秒2                 |
| 40   | 日本           | 湊祐介                       | 45分22秒8                 |

#### 団体 （ラージヒルHS134/4x5km）
2007年2月25日　大倉山ジャンプ競技場/白旗山競技場
- FIS公式記録(PDF)

| 順位 | 国・地域       | 氏名                                                                                          | 記録                            |
| ---- | -------------- | --------------------------------------------------------------------------------------------- | ------------------------------- |
| 金   | フィンランド   | アンシ・コイブランタ ヤンネ・リーナネン ヤッコ・タルス ハンヌ・マンニネン                     | 49分14秒9（JP1位 CC2位）        |
| 銀   | ドイツ         | ゼバスティアン・ハーゼナイ ロニー・アッカーマン ティノ・エデルマン ビョルン・キルヒアイゼン   | 49分43秒3（JP3位 CC1位）        |
| 銅   | ノルウェー     | ホーバルト・クレメツェン エスペン・リアン ペッテル・タンデ マグヌス・モーアン                 | 50分26秒9（JP2位 CC4位）        |
| 4    | オーストリア   | クリストフ・ビーラー ダビット・クライナー マリオ・シュテヒャー フェリックス・ゴットヴァルト   | 50分27秒3（JP4位 CC3位）        |
| 5    | スイス         | ロニー・ヘール アンドレアス・ハーシュラー セッピ・ハーシュラー アイバン・リーダー             | 52分56秒7（JP7位 CC5位）        |
| 6    | フランス       | マシュー・マルチネ フランシス・ベーウ マキシム・ラウール ジャゾン・ラミー＝シャプイ           | 53分24秒7（JP5位 CC8位）        |
| 7    | チェコ         | ミロスラフ・ドボラク パベル・チュラヴィ トマシュ・スラビク マルチン・スコペク                 | 54分00秒3（JP9位 CC6位）        |
| 8    | 日本           | 永井秀昭 加藤大平 渡部暁斗 小林範仁                                                           | 54分32秒6（JP6位 CC9位）        |
| 9    | アメリカ合衆国 | ブライアン・フィッシャー ジョニー・スピレーン エリック・キャメロタ ビル・デモン               | 54分34秒6（JP8位 CC7位）        |
| 10   | カザフスタン   | コンスタンチン・ソコレンコ アントン・カンケノフ セルゲイ・シャラバエフ アレクサンドル・グリン | ゴールせず（JP10位 CC途中棄権） |

### スキージャンプ
湯本史寿は代表に選ばれたが、出場機会がなかった。

#### 個人ラージヒルHS134
2007年2月24日　大倉山ジャンプ競技場
- FIS公式記録(PDF)

| 順位 | 国・地域     | 選手                             | 1本目 | 1本目  | 2本目 | 2本目  | 得点  |
| 順位 | 国・地域     | 選手                             | 得点  | 飛距離 | 得点  | 飛距離 | 得点  |
| ---- | ------------ | -------------------------------- | ----- | ------ | ----- | ------ | ----- |
| 金   | スイス       | シモン・アマン                   | 123.0 | 125.0m | 143.1 | 134.5m | 266.1 |
| 銀   | フィンランド | ハッリ・オッリ                   | 120.2 | 124.0m | 145.7 | 136.5m | 265.9 |
| 銅   | ノルウェー   | ロアル・ヨケルソイ               | 118.9 | 123.0m | 144.0 | 135.0m | 262.9 |
| 4    | ポーランド   | アダム・マリシュ                 | 118.4 | 123.0m | 139.9 | 133.0m | 258.3 |
| 5    | オーストリア | トーマス・モルゲンシュテルン     | 117.6 | 122.0m | 137.7 | 131.5m | 255.3 |
| 6    | フィンランド | ヤンネ・アホネン                 | 116.9 | 123.0m | 133.0 | 130.0m | 249.9 |
| 7    | ロシア       | ディミトリ・ヴァシリエフ         | 112.8 | 121.0m | 122.4 | 125.5m | 235.2 |
| 8    | オーストリア | アンドレアス・コフラー           | 108.9 | 118.0m | 123.0 | 125.0m | 231.9 |
| 9    | オーストリア | マルティン・コッホ               | 106.5 | 117.5m | 118.8 | 123.5m | 225.3 |
| 10   | オーストリア | グレゴア・シュリーレンツァウアー | 102.0 | 115.0m | 121.6 | 124.5m | 223.6 |
| --   | ---          | ---                              | ---   | ---    | ---   | ---    | ---   |
| 16   | 日本         | 栃本翔平                         | 105.6 | 117.0m | 113.8 | 121.0m | 219.4 |
| 21   | 日本         | 岡部孝信                         | 85.2  | 106.5m | 123.0 | 125.0m | 208.2 |
| 24   | 日本         | 葛西紀明                         | 88.8  | 106.5m | 113.4 | 120.5m | 202.2 |
| 29   | 日本         | 伊東大貴                         | 94.6  | 112.0m | 79.3  | 106.0m | 173.9 |

#### 団体ラージヒルHS134
2007年2月25日　大倉山ジャンプ競技場
- 一本目の上位8チームまでが二本目に進出
- FIS公式記録(PDF)

| 順位 | 国・地域     | 選手                             | 1本目 | 1本目  | 2本目 | 2本目  | 得点   |
| 順位 | 国・地域     | 選手                             | 得点  | 飛距離 | 得点  | 飛距離 | 得点   |
| ---- | ------------ | -------------------------------- | ----- | ------ | ----- | ------ | ------ |
| 金   | オーストリア | ウォルフガング・ロイツル         | 123.0 | 125.0m | 139.8 | 133.5m | 1000.2 |
| 金   | オーストリア | グレゴア・シュリーレンツァウアー | 118.8 | 123.5m | 107.5 | 117.5m | 1000.2 |
| 金   | オーストリア | アンドレアス・コフラー           | 133.5 | 130.0m | 129.3 | 128.5m | 1000.2 |
| 金   | オーストリア | トーマス・モルゲンシュテルン     | 125.3 | 126.0m | 123.0 | 125.0m | 1000.2 |
| 銀   | ノルウェー   | トム・ヒルデ                     | 115.5 | 122.5m | 133.9 | 130.5m | 953.3  |
| 銀   | ノルウェー   | アンデシュ・バーダル             | 110.7 | 119.0m | 101.6 | 114.5m | 953.3  |
| 銀   | ノルウェー   | アンデシュ・ヤコブセン           | 116.1 | 122.0m | 106.6 | 117.0m | 953.3  |
| 銀   | ノルウェー   | ロアル・ヨケルソイ               | 142.7 | 134.0m | 126.2 | 126.5m | 953.3  |
| 銅   | 日本         | 栃本翔平                         | 107.4 | 118.0m | 91.5  | 110.0m | 905.9  |
| 銅   | 日本         | 岡部孝信                         | 114.3 | 121.0m | 111.5 | 120.0m | 905.9  |
| 銅   | 日本         | 伊東大貴                         | 106.6 | 117.0m | 136.7 | 131.5m | 905.9  |
| 銅   | 日本         | 葛西紀明                         | 128.9 | 128.0m | 109.0 | 118.0m | 905.9  |
| 4    | フィンランド | アルットゥ・ラッピ               | 80.6  | 104.5m | 96.5  | 112.5m | 869.8  |
| 4    | フィンランド | マッティ・ハウタマキ             | 110.7 | 119.0m | 89.7  | 109.0m | 869.8  |
| 4    | フィンランド | ハッリ・オッリ                   | 117.9 | 123.0m | 143.0 | 135.0m | 869.8  |
| 4    | フィンランド | ヤンネ・アホネン                 | 120.7 | 124.0m | 110.7 | 119.0m | 869.8  |
| 5    | ポーランド   | カミル・ストッフ                 | 130.2 | 129.0m | 111.5 | 120.0m | 857.2  |
| 5    | ポーランド   | ピオトル・ジワ                   | 100.5 | 115.0m | 94.2  | 111.5m | 857.2  |
| 5    | ポーランド   | ロベルト・マテヤ                 | 84.2  | 106.5m | 61.1  | 94.5m  | 857.2  |
| 5    | ポーランド   | アダム・マリシュ                 | 139.3 | 133.5m | 136.2 | 131.5m | 857.2  |
| 6    | ロシア       | ディミトリ・イパトフ             | 122.4 | 125.5m | 132.9 | 130.5m | 849.5  |
| 6    | ロシア       | リーヤ・ロスリアコフ             | 106.1 | 117.0m | 98.4  | 113.0m | 849.5  |
| 6    | ロシア       | デニス・コルニロフ               | 113.4 | 120.5m | 86.1  | 107.0m | 849.5  |
| 6    | ロシア       | ディミトリ・ヴァシリエフ         | 97.8  | 113.5m | 92.4  | 110.5m | 849.5  |
| 7    | スイス       | シモン・アマン                   | 143.3 | 136.0m | 142.0 | 135.0m | 839.1  |
| 7    | スイス       | ミヒャエル・メーリンガー         | 101.5 | 115.0m | 84.7  | 106.5m | 839.1  |
| 7    | スイス       | ギド・ランデルト                 | 99.3  | 113.5m | 82.4  | 105.5m | 839.1  |
| 7    | スイス       | アンドレアス・キュッテル         | 88.4  | 108.0m | 97.5  | 112.5m | 839.1  |
| 8    | ドイツ       | シュテファン・ホッケ             | 119.2 | 124.0m | 93.3  | 111.0m | 837.6  |
| 8    | ドイツ       | トビアス・ボグナー               | 76.1  | 102.0m | 98.4  | 113.0m | 837.6  |
| 8    | ドイツ       | ヨルグ・リッツァーフェルド       | 88.8  | 108.5m | 121.5 | 125.0m | 837.6  |
| 8    | ドイツ       | マルティン・シュミット           | 130.2 | 129.0m | 110.1 | 119.5m | 837.6  |
| 9    | チェコ       | ロマン・コウデルカ               | 102.9 | 115.5m |       |        | 373.8  |
| 9    | チェコ       | ヤン・マトゥラ                   | 81.9  | 105.5m |       |        | 373.8  |
| 9    | チェコ       | アントニン・ハイエク             | 62.4  | 95.5m  |       |        | 373.8  |
| 9    | チェコ       | ヤクブ・ヤンダ                   | 126.6 | 127.0m |       |        | 373.8  |
| 10   | スロベニア   | プリモジュ・ピクル               | 83.8  | 106.0m |       |        | 372.9  |
| 10   | スロベニア   | イェルネイ・ダミヤン             | 108.8 | 118.5m |       |        | 372.9  |
| 10   | スロベニア   | ロク・ウルバンチ                 | 61.9  | 95.5m  |       |        | 372.9  |
| 10   | スロベニア   | ペテル・ジョンタ                 | 118.4 | 123.0m |       |        | 372.9  |

#### 個人ノーマルヒルHS100
2007年3月3日　宮の森ジャンプ競技場
- FIS公式記録(PDF)

| 順位 | 国・地域     | 選手                             | 1本目 | 1本目  | 2本目 | 2本目  | 得点  |
| 順位 | 国・地域     | 選手                             | 得点  | 飛距離 | 得点  | 飛距離 | 得点  |
| ---- | ------------ | -------------------------------- | ----- | ------ | ----- | ------ | ----- |
| 金   | ポーランド   | アダム・マリシュ                 | 141.0 | 102.0m | 136.0 | 99.5m  | 277.0 |
| 銀   | スイス       | シモン・アマン                   | 127.0 | 96.5m  | 128.5 | 96.0m  | 255.5 |
| 銅   | オーストリア | トーマス・モルゲンシュテルン     | 127.0 | 95.0m  | 127.5 | 95.0m  | 254.5 |
| 4    | ノルウェー   | ロアル・ヨケルソイ               | 126.0 | 94.5m  | 120.5 | 92.5m  | 246.5 |
| 5    | スイス       | アンドレアス・キュッテル         | 127.5 | 95.5m  | 116.5 | 92.0m  | 244.0 |
| 6    | オーストリア | アンドレアス・コフラー           | 121.0 | 94.0m  | 122.0 | 93.5m  | 243.0 |
| 7    | ノルウェー   | アンデシュ・ヤコブセン           | 118.0 | 91.5m  | 123.5 | 94.0m  | 241.5 |
| 8    | オーストリア | グレゴア・シュリーレンツァウアー | 119.0 | 92.5m  | 121.5 | 93.0m  | 240.5 |
| 9    | ロシア       | ディミトリ・イパトフ             | 119.5 | 93.5m  | 120.5 | 93.0m  | 240.0 |
| 10   | ロシア       | ディミトリ・ヴァシリエフ         | 122.0 | 94.0m  | 117.5 | 92.5m  | 239.5 |
| --   | ---          | ---                              | ---   | ---    | ---   | ---    | ---   |
| 20   | 日本         | 伊東大貴                         | 111.0 | 89.5m  | 116.5 | 91.5m  | 227.5 |
| 34   | 日本         | 葛西紀明                         | 107.5 | 87.5m  | ---   | ---    | 107.5 |
| 37   | 日本         | 伊藤謙司郎                       | 106.0 | 87.0m  | ---   | ---    | 106.0 |
| 45   | 日本         | 岡部孝信                         | 102.0 | 85.5m  | ---   | ---    | 102.0 |

## 国別獲得メダル数
| 順 | 国・地域       | 金 | 銀 | 銅 | 計 |
| -- | -------------- | -- | -- | -- | -- |
| 1  | ノルウェー     | 5  | 4  | 7  | 16 |
| 2  | フィンランド   | 5  | 1  | 2  | 8  |
| 3  | ドイツ         | 2  | 4  | 3  | 9  |
| 4  | ロシア         | 1  | 3  | 0  | 4  |
| 5  | チェコ         | 1  | 1  | 1  | 3  |
| 6  | スイス         | 1  | 1  | 0  | 2  |
| 7  | イタリア       | 1  | 0  | 2  | 3  |
| 8  | オーストリア   | 1  | 0  | 1  | 2  |
| 9  | ポーランド     | 1  | 0  | 0  | 1  |
| 10 | スウェーデン   | 0  | 1  | 1  | 2  |
| 11 | スロベニア     | 0  | 1  | 0  | 1  |
| 12 | ベラルーシ     | 0  | 1  | 0  | 1  |
| 13 | アメリカ合衆国 | 0  | 1  | 0  | 1  |
| 14 | 日本           | 0  | 0  | 1  | 1  |

## マスコットキャラクター
マスコットキャラクターは日本全国から2,340件の応募があり、その中から決定された。名前は「ノルッキー」で、「ノルディック」と「スキー」を組み合わせたもの。ノルッキーは北海道で親しまれている動物、エゾシカがモデルで、首には大会のロゴマークと同じシンボルカラーのマフラーをしている。
開幕前のシーズンではゆっくりとした動きで足もともおぼつかない様子であったが、次第に軽快な動きを見せるようになり、本大会終盤、3月3日のノーマルヒル終了後には応援団のコールに軽快なダンスで応える姿も見られた。

## 応援ソング
福原美穂「恋はリズム -Believe My Way-」

## 放送について
NHKと在札民放協力の元、大会組織委員会の内部組織として「SART（Sapporo Radio & Televisionの略）」が発足され、ホスト放送局として国際映像の制作に当たる。クロスカントリーの中継に関しては、ノルウェー放送協会（NRK）に協力を得ている。
日本国内においてはテレビ朝日が独占放映権を獲得し、系列地上波・BS・CSで中継を行う。しかしながら、地上波生中継は皆無で、数少ない放送された2月24日と25日のスキージャンプ2試合も1時間遅れの録画中継であったため、北海道新聞によると、特に北海道内からは、放送を求める苦情が殺到した。これは、テレビ朝日が独占放映権を取得しているため、全国規模での視聴率が期待できないというものであったが、これは、全国に対する広報が不足していることを示していることに加え、メディアがこの大会に全国的にはマイナーだという理由だけで全くと言っていいほど関心を示さなかった結果と考えられる。また、道内においてはある程度の視聴率は期待できるが、独占放送権はテレビ朝日にあり、系列局の北海道テレビ放送（HTB）単独での放送は難しかったようである。しかし、このことが札幌入りできなかった国内のファンや、はるばる海外から札幌入りして、ホテルで中継を見ようと思った選手、ファンらが中継を見ることが出来ないなどの問題を生み、彼らからテレビ局に対する疑問の声も多数挙がっている。この大会が開催国内における地上波生中継が皆無というのはテレビ中継の普及後は過去に例がなく、メディアのこの大会への関心の低さ（というよりは在京メディアのスポーツ中継への姿勢）が露呈した。

## 公式スポンサー
- メインスポンサー
  - VIESSMANN
  - inter sport
  - eon ruhrgas
  - Rauch
  - halti
  - スズキ
  - BAUHAUS
  - サッポロビール

- ナショナルスポンサー
  - 北海道新聞
  - 雪印乳業
  - EC英会話
  - 札幌大学
  - 野村證券札幌支店
  - 加藤水産
  - 石屋製菓

- オフィシャルサポーター
  - ツルハホールディングス
  - 土屋ホーム
  - audio-technica
  - 北海道シミズ
  - 北海道映像記録
  - 凸版印刷北海道事業部
  - 山藤三陽印刷
  - JT